# 7383 Lassovszky
A 7383 Lassovszky (ideiglenes jelöléssel 1981 SE) a Naprendszer kisbolygóövében található aszteroida. Oak Ridge Observatory fedezte fel 1981. szeptember 30-án.